# Morgan Russell

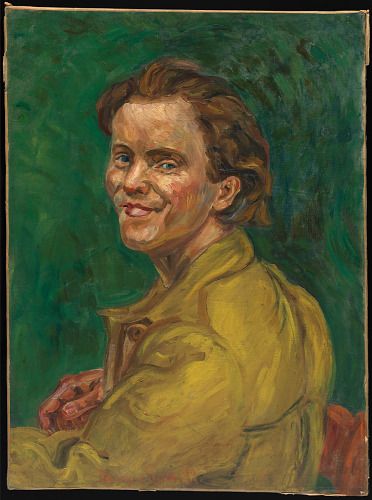
Morgan Russell, Selbstporträt, ca. 1907. National Portrait Gallery, Washington

Morgan Russell (* 25. Januar 1886 in New York City; † 29. Mai 1953 in Broomall, Pennsylvania) war ein US-amerikanischer Maler und Mitbegründer des Synchromismus, einer frühen Form der abstrakten Malerei. Morgan Russell war einer von nur drei amerikanischen Malern, die am Anfang der abstrakten Kunst in Amerika standen. Die anderen waren Patrick Henry Bruce, der sich später von seinem Werk lossagte und es verbrannte, und Stanton Macdonald-Wright.

## Leben

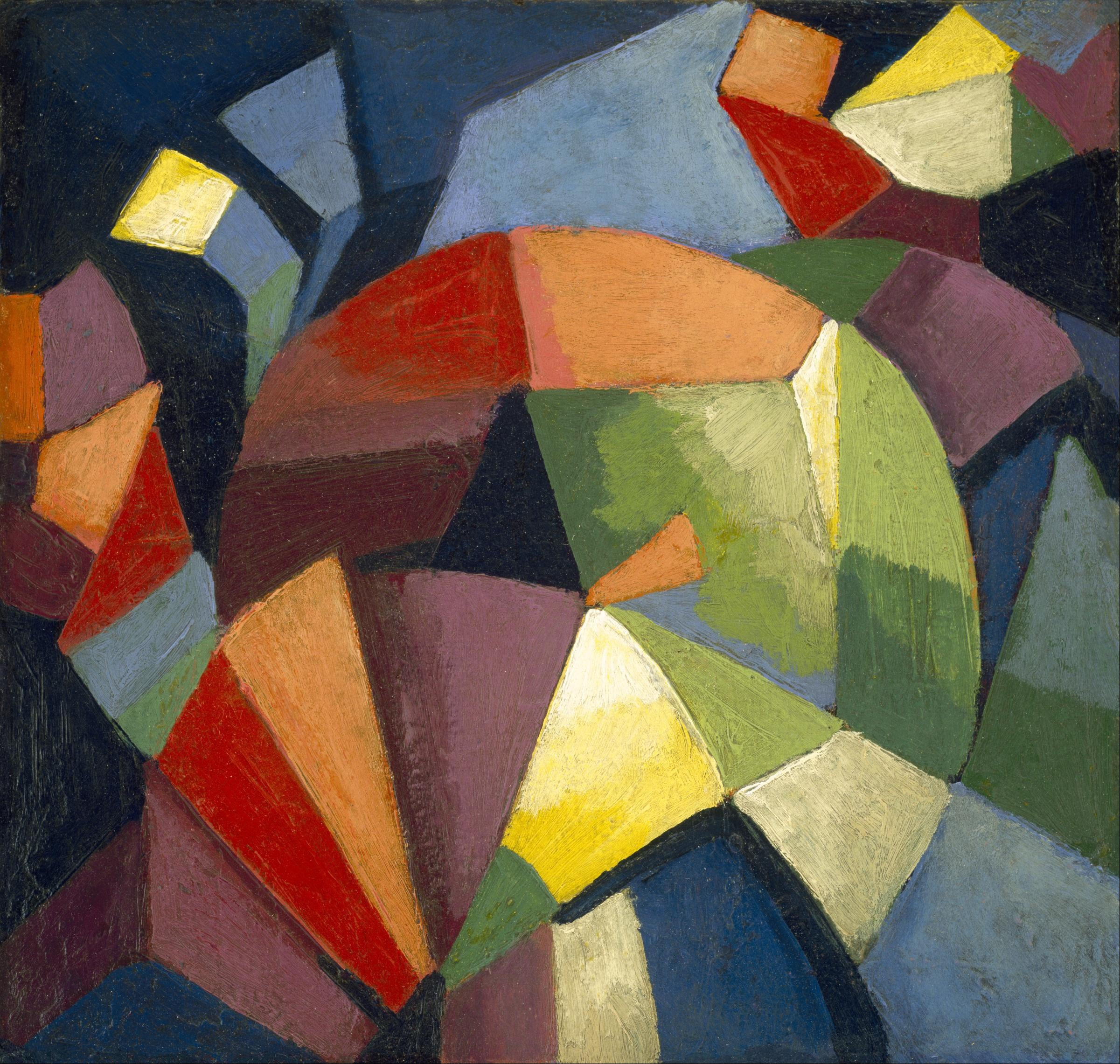
Morgan Russell, Synchromy, 1914. Museum of Fine Arts, Houston

Morgan Russell studierte zunächst Architektur in New York und war Schüler des „Ashcan“-Malers Robert Henri und von Matisse. 1906 ließ er sich in Paris nieder, wo er bald Anschluss an den Künstlerkreis um Gertrude und Leo Stein fand. Zu diesen Künstlern gehörten Pablo Picasso, Henri Matisse, Auguste Rodin, der Dichter Apollinaire und Amedeo Modigliani (dessen Porträt von Morgan Russell sich zum Zeitpunkt von Fords Tod in der Sammlung von Henry Ford II befand). In Paris lernte er Stanton Macdonald-Wright kennen, mit dem er ab 1910 den Synchromismus entwickelte.
Um 1916 wandte sich Morgan Russell vom Synchromismus ab und kehrte zur figurativen Malerei zurück. Nach seiner Konversion zum römischen Katholizismus und einer Pilgerreise nach Rom fügte er seinem Werk einige symbolische Interpretationen biblischer Szenen hinzu.
In den ersten Jahren arbeitete Morgan Russell unter der Förderung von Gertrude Vanderbilt Whitney und später, in den 1930er Jahren, mit der finanziellen Unterstützung seiner Freundin und Künstlerkollegin Mabel Alvarez in Beverly Hills, Kalifornien. Seine erste Frau Emilie Francesconi starb Ende der 1930er Jahre, seine zweite Frau Suzanne war eine Nichte von Claude Monet. In seinem Brief an Mabel Alvarez vom 3. Januar 1946, in dem er ihre Heirat am Tag zuvor ankündigt, schreibt er: „Sie werden es seltsam finden, dass ihr Onkel (sic) ein Mann namens Claude Monet war! Ja, als sie 1906 ein kleines Mädchen war und in seinen Gärten in Giverny spielte, war ich in Paris und ganz verrückt nach dem Begründer der modernen Malerei. Das Leben ist seltsam, nicht wahr?“ Auf dem Anwesen von Suzannes Tochter Denyse, Mrs. Atwater Kent, Jr. (selbst eine ehemalige Schülerin Russells) in Pennsylvania zogen sich die beiden nach den schweren Kriegsjahren 1946 in das winzige französische Dorf Aigremont an der Yonne zurück, wo Morgan Russell 1953 starb.
Morgan Russell stellte erstmals 1910 im Salon d’Automne in Paris aus, es folgten die Armory Show in New York (1913), der Neue Kunstsalon in München (1913), der Salon des Artistes Independants in Paris (1913), die Stendahl Gallery in Los Angeles (1932), das Museum of Modern Art in New York (1951 und 1976) und zahlreiche weitere Ausstellungen in Europa und Nordamerika, bevor 1990 eine große Retrospektive im Montclair Art Museum (New Jersey) stattfand. Das Archiv von Morgan Russell befindet sich im Montclair Art Museum.

## Werk

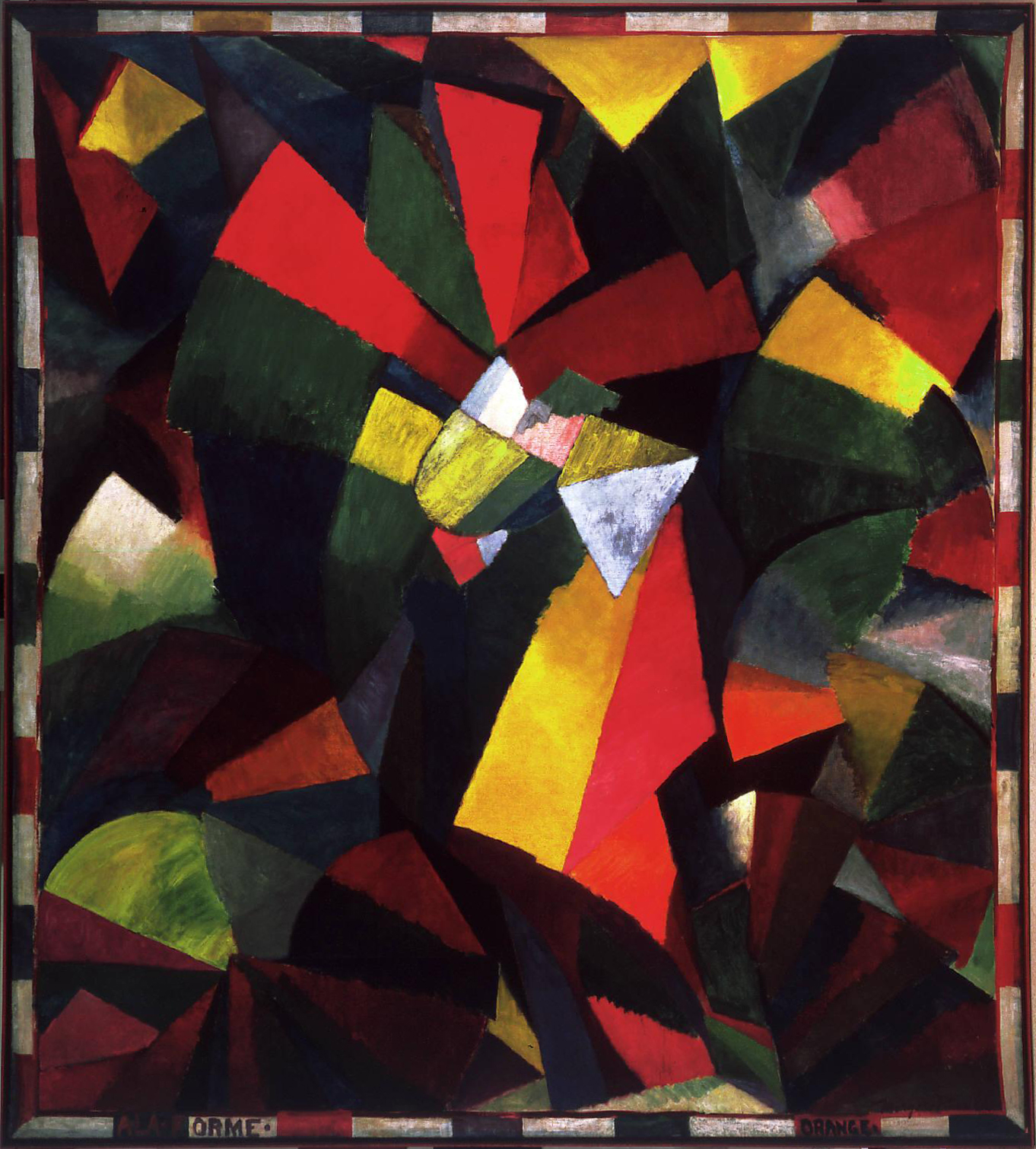
Morgan Russell, Synchromy in Orange: To Form, 1913/1914

Morgan Russells „Synchromies“, in denen er Farbe mit Musik verglich, waren ein früher amerikanischer Beitrag zur Moderne. Synchromie, was soviel bedeutet wie „mit Farbe“, war einer der ersten Versuche, Bilder aus abstrakten Formen und Farben zu schaffen. Der Synchromismus, der sich von der üblichen Malerei abhebt, setzt zunächst auf die Verwendung der reinen Farbe und erst später auf die Form. Morgan Russell war einer der ersten amerikanischen Maler, die wissenschaftliche Farbtheorien für den künstlerischen Ausdruck nutzten. Synchromy in Orange: To Form, 1913/1914, wird als das bedeutendste Werk des Synchromismus bezeichnet.